# فرانك جنكينز
فرانك جنكينز (بالإنجليزية: Frank Jenkins)‏ هو عازف كمان ‏ أمريكي، ولد في 1888، وتوفي في 1945.

## وصلات خارجية
- فرانك جنكينز على موقع ميوزك برينز (الإنجليزية)
- فرانك جنكينز على موقع ديسكوغز (الإنجليزية)